# 白蜡
白蜡也叫虫蜡，是白蜡虫的雄性幼虫分泌的蜡质。其颜色洁白，不似蜂蜡般发黄，故名。通常将白蜡虫放养在白蜡树、水蜡树、女贞等木犀科树木上来生产白蜡。